# Římskokatolická farnost Bystré v Orlických horách
Římskokatolická farnost Bystré v Orlických horách je územním společenstvím římských katolíků v rychnovském vikariátu královéhradecké diecéze.

## O farnosti

### Historie
Ves Bystré se původně jmenovala Zákraví. Místní plebánie je poprvé písemně doložena ve 40. letech 14. století. Původní kostel farní obce se nacházel v místech, kde byla později vystavěna kaple sv. Jana Nepomuckého. Nový farní kostel, zasvěcený sv. Bartoloměji, byl postaven jako úplná novostavba v letech 1716–1719. V rámci procesu slučování farností byly s farností Bystré sloučeny původně samostatné farnosti Dobřany, Olešnice v Orlických horách a Sedloňov.

#### Přehled duchovních správců
- 1969–1983 R.D. Jaroslav Moštěk (excurrendo ze Sedloňova)
- konec 80. let  ICLic. Mgr. Miloslav Šiffel (ex currendo ze Sedloňova)
- 2007–2013 R.D. Mgr. Ludvík Pfeifer (farář)
- 2013 (březen–červenec) P. Vincent Zonták, CM (ex currendo z Dobrušky)
- od 1. srpna 2013 R.D. Mgr. Jan Barborka (ex currendo z Deštného v Orlických horách)[2]

### Současnost
Farnost je spravována ex currendo z Deštného.
| Fotografie | Kostel                         | Místo                       | Bohoslužba             | Bohoslužba             | Poznámka        |
| ---------- | ------------------------------ | --------------------------- | ---------------------- | ---------------------- | --------------- |
|            | Kaple svatého Kříže            | Bačetín                     | neslouží se pravidelně | neslouží se pravidelně | obecní kaple    |
|            | Kostel svatého Bartoloměje     | Bystré v Orlických horách   | neděle pátek           | 08.15 17.00            | farní kostel    |
|            | Kaple svatého Jana Nepomuckého | Bystré v Orlických horách   | neslouží se pravidelně | neslouží se pravidelně | obecní kaple    |
|            | Kostel svatého Mikuláše        | Dobřany                     | 1. neděle v měsíci     | 11.00                  | filiální kostel |
|            | Kaple Panny Marie              | Hluky                       | neslouží se pravidelně | neslouží se pravidelně | soukromá kaple  |
|            | Kostel sv. Cyrila a Metoděje   | Ohnišov                     | 3. neděle v měsíci     | 11.00                  | filiální kostel |
|            | Kostel sv. Máří Magdaleny      | Olešnice v Orlických horách | 2. neděle v měsíci     | 11.00                  | filiální kostel |
|            | Kaple Svaté Rodiny             | Plasnice                    | neslouží se pravidelně | neslouží se pravidelně | obecní kaple    |
|            | Kostel Všech svatých           | Sedloňov                    | 4. neděle v měsíci     | 11.00                  | filiální kostel |
|            | Kaple svatého Josefa           | Šediviny                    | neslouží se pravidelně | neslouží se pravidelně | obecní kaple    |